# Edoardo Soleri
Edoardo Soleri (Roma, Italia, 19 de octubre de 1997) es un futbolista italiano. Juega de delantero y su equipo actual es el Palermo de la Serie B de Italia.

## Trayectoria
Soleri es un delantero centro formado en la cantera del AS Roma. En la temporada 2017-18, fue cedido al Spezia Calcio 1906 de la Serie B, en el que jugaría la primera vuelta de la temporada; disputó solo un total de 127 minutos repartidos en seis partidos, cinco de Liga y uno de Copa.
En enero de 2018, Soleri fue cedido temporalmente a la UD Almería de la Liga 1|2|3, hasta el 30 de junio de 2018.

## Clubes
| Club                        | País         | Temporada     |
| --------------------------- | ------------ | ------------- |
| AS Roma                     | Italia       | 2015-2019     |
| Spezia Calcio 1906 (cesión) | Italia       | 2017          |
| UD Almería (cesión)         | España       | 2018          |
| Almere City (cesión)        | Países Bajos | 2018          |
| Braga B (cesión)            | Portugal     | 2019          |
| Padova                      | Italia       | 2019-2022     |
| Monopoli (cesión)           | Italia       | 2021          |
| Palermo (cesión)            | Italia       | 2021-2022     |
| Palermo                     | Italia       | 2022-presente |